# Partecipanti alla Eschborn-Francoforte 2023
Elenco dei partecipanti all'Eschborn-Francoforte 2023.
L'Eschborn-Francoforte 2023 è stata la sessantesima edizione della corsa. Alla competizione presero parte diciannove squadre: dieci con licenza UCI World Tour 2023 e nove UCI ProTeam.
Accreditati alla partenza 137 ciclisti.

## Corridori per squadra
Nota: R ritirato, NP non partito, FT fuori tempo, SQ squalificato
| Bora-Hansgrohe         | Bora-Hansgrohe         | Bora-Hansgrohe         | UAE Team Emirates                 | UAE Team Emirates                 | UAE Team Emirates                 | Uno-X Pro Cycling Team | Uno-X Pro Cycling Team   | Uno-X Pro Cycling Team |
| ---------------------- | ---------------------- | ---------------------- | --------------------------------- | --------------------------------- | --------------------------------- | ---------------------- | ------------------------ | ---------------------- |
| N°                     | Ciclista               | Clas.                  | N°                                | Ciclista                          | Clas.                             | N°                     | Ciclista                 | Clas.                  |
| 1                      | Sam Bennett            | 69°                    | 11                                | Pascal Ackermann                  | 94°                               | 21                     | Alexander Kristoff       | 12°                    |
| 2                      | Emanuel Buchmann       | R                      | 12                                | Ryan Gibbons                      | 38°                               | 22                     | Jonas Abrahamsen         | R                      |
| 3                      | Marco Haller           | R                      | 13                                | Felix Groß                        | R                                 | 23                     | Louis Bendixen           | 72°                    |
| 4                      | Patrick Konrad         | 2°                     | 14                                | Marc Hirschi                      | 4°                                | 24                     | Niklas Larsen            | 96°                    |
| 5                      | Anton Palzer           | 40°                    | 15                                | Álvaro Hodeg                      | R                                 | 25                     | Erik Resell              | 62°                    |
| 6                      | Nils Politt            | 20°                    | 16                                | Matteo Trentin                    | R                                 | 26                     | Rasmus Tiller            | 55°                    |
| 7                      | Danny van Poppel       | 99°                    |                                   |                                   |                                   | 27                     | Søren Wærenskjold        | R                      |
| Bahrain Victorious     | Bahrain Victorious     | Bahrain Victorious     | Alpecin-Deceuninck                | Alpecin-Deceuninck                | Alpecin-Deceuninck                | Team DSM               | Team DSM                 | Team DSM               |
| N°                     | Ciclista               | Clas.                  | N°                                | Ciclista                          | Clas.                             | N°                     | Ciclista                 | Clas.                  |
| 31                     | Phil Bauhaus           | 87°                    | 41                                | Jasper Philipsen                  | R                                 | 51                     | John Degenkolb           | 18°                    |
| 32                     | Yukiya Arashiro        | 67°                    | 42                                | Dries De Bondt                    | 21°                               | 52                     | Sean Flynn               | R                      |
| 33                     | Matevž Govekar         | 26°                    | 43                                | Silvan Dillier                    | 27°                               | 53                     | Leon Heinschke           | 53°                    |
| 34                     | Fran Miholjević        | 84°                    | 44                                | Søren Kragh Andersen              | 1°                                | 54                     | Niklas Märkl             | 93°                    |
| 35                     | Hermann Pernsteiner    | R                      | 45                                | Jason Osborne                     | 95°                               | 55                     | Lorenzo Milesi           | 56°                    |
| 36                     | Edoardo Zambanini      | 46°                    | 46                                | Edward Planckaert                 | R                                 | 56                     | Tim Naberman             | R                      |
| 37                     | Sergio Tu              | R                      | 47                                | Gianni Vermeersch                 | R                                 | 57                     | Florian Stork            | 73°                    |
| Lotto Dstny            | Lotto Dstny            | Lotto Dstny            | Team Jayco AlUla                  | Team Jayco AlUla                  | Team Jayco AlUla                  | Cofidis                | Cofidis                  | Cofidis                |
| N°                     | Ciclista               | Clas.                  | N°                                | Ciclista                          | Clas.                             | N°                     | Ciclista                 | Clas.                  |
| 61                     | Arnaud De Lie          | 11°                    | 71                                | Michael Matthews                  | 14°                               | 81                     | Max Walscheid            | 86°                    |
| 62                     | Cédric Beullens        | 60°                    | 72                                | Felix Engelhardt                  | 45°                               | 82                     | Davide Cimolai           | 57°                    |
| 63                     | Jasper De Buyst        | 54°                    | 73                                | Michael Hepburn                   | 74°                               | 83                     | Simone Consonni          | 19°                    |
| 64                     | Arjen Livyns           | 58°                    | 74                                | Lukas Pöstlberger                 | 48°                               | 84                     | Jonathan Lastra          | 43°                    |
| 65                     | Michael Schwarzmann    | 97°                    | 75                                | Blake Quick                       | R                                 | 85                     | Christophe Noppe         | R                      |
| 66                     | Liam Slock             | 59°                    | 76                                | Callum Scotson                    | 50°                               | 86                     | Alexis Renard            | 88°                    |
|                        |                        |                        | 77                                | Campbell Stewart                  | 75°                               | 87                     | Harrison Wood            | 76°                    |
| Israel-Premier Tech    | Israel-Premier Tech    | Israel-Premier Tech    | TotalEnergies                     | TotalEnergies                     | TotalEnergies                     | EF Education-EasyPost  | EF Education-EasyPost    | EF Education-EasyPost  |
| N°                     | Ciclista               | Clas.                  | N°                                | Ciclista                          | Clas.                             | N°                     | Ciclista                 | Clas.                  |
| 91                     | Ben Hermans            | 9°                     | 101                               | Edvald Boasson Hagen              | 30°                               | 111                    | Marijn van den Berg      | 82°                    |
| 92                     | Itamar Einhorn         | R                      | 102                               | Maciej Bodnar                     | R                                 | 112                    | Merhawi Kudus            | 28°                    |
| 93                     | Omer Goldstein         | R                      | 103                               | Mathieu Burgaudeau                | 51°                               | 113                    | Jens Keukeleire          | R                      |
| 94                     | Taj Jones              | 64°                    | 104                               | Émilien Jeannière                 | 89°                               | 114                    | Mark Padun               | NP                     |
| 95                     | Jens Reynders          | 79°                    | 105                               | Lorrenzo Manzin                   | 66°                               | 115                    | Jonas Rutsch             | 39°                    |
| 96                     | Corbin Strong          | 68°                    | 106                               | Dries Van Gestel                  | 16°                               | 116                    | Tom Scully               | 98°                    |
| 97                     | Stephen Williams       | 8°                     |                                   |                                   |                                   | 117                    | Georg Steinhauser        | 6°                     |
| Team Arkéa-Samsic      | Team Arkéa-Samsic      | Team Arkéa-Samsic      | Intermarché-Circus-Wanty          | Intermarché-Circus-Wanty          | Intermarché-Circus-Wanty          | Bingoal WB             | Bingoal WB               | Bingoal WB             |
| N°                     | Ciclista               | Clas.                  | N°                                | Ciclista                          | Clas.                             | N°                     | Ciclista                 | Clas.                  |
| 121                    | Nacer Bouhanni         | R                      | 131                               | Sven Erik Bystrøm                 | 15°                               | 141                    | Floris De Tier           | 52°                    |
| 122                    | Jenthe Biermans        | 13°                    | 132                               | Julius Johansen                   | 85°                               | 142                    | Cériel Desal             | 80°                    |
| 123                    | Hugo Hofstetter        | R                      | 133                               | Arne Marit                        | R                                 | 143                    | Alexis Guérin            | 35°                    |
| 124                    | Matis Louvel           | 34°                    | 134                               | Adrien Petit                      | 90°                               | 144                    | Julian Mertens           | R                      |
| 125                    | Laurent Pichon         | 44°                    | 135                               | Laurenz Rex                       | 81°                               | 145                    | Rémy Mertz               | 24°                    |
| 126                    | Alan Riou              | R                      | 136                               | Lorenzo Rota                      | 5°                                | 146                    | Ludovic Robeet           | 92°                    |
| 127                    | Clément Russo          | 23°                    | 137                               | Georg Zimmermann                  | 7°                                | 147                    | Guillaume Van Keirsbulck | R                      |
| Q36.5 Pro Cycling Team | Q36.5 Pro Cycling Team | Q36.5 Pro Cycling Team | Green Project-BardianiCSF-Faizanè | Green Project-BardianiCSF-Faizanè | Green Project-BardianiCSF-Faizanè | Team Flanders-Baloise  | Team Flanders-Baloise    | Team Flanders-Baloise  |
| N°                     | Ciclista               | Clas.                  | N°                                | Ciclista                          | Clas.                             | N°                     | Ciclista                 | Clas.                  |
| 151                    | Alessandro Fedeli      | 3°                     | 161                               | Filippo Fiorelli                  | 17°                               | 171                    | Vincent Van Hemelen      | 83°                    |
| 152                    | Matteo Badilatti       | 42°                    | 162                               | Luca Colnaghi                     | 22°                               | 172                    | Ruben Apers              | 63°                    |
| 153                    | Walter Calzoni         | 37°                    | 163                               | Davide Gabburo                    | 29°                               | 173                    | Vito Braet               | 70°                    |
| 154                    | Mark Donovan           | 33°                    | 164                               | Filippo Magli                     | 47°                               | 174                    | Toon Clynhens            | 65°                    |
| 155                    | Cyrus Monk             | 91°                    | 165                               | Martin Marcellusi                 | 10°                               | 175                    | Milan Fretin             | R                      |
| 156                    | Matteo Moschetti       | R                      | 166                               | Henok Mulubrhan                   | 36°                               | 176                    | Jules Hesters            | R                      |
| 157                    | Joey Rosskopf          | 31°                    | 167                               | Samuele Zoccarato                 | 49°                               | 177                    | Elias Maris              | 61°                    |
| Burgos-BH              |                        |                        |                                   |                                   |                                   |                        |                          |                        |
| N°                     | Ciclista               | Clas.                  |                                   |                                   |                                   |                        |                          |                        |
| 181                    | Cyril Barthe           | 78°                    |                                   |                                   |                                   |                        |                          |                        |
| 182                    | Clément Alleno         | 25°                    |                                   |                                   |                                   |                        |                          |                        |
| 183                    | Jetse Bol              | 32°                    |                                   |                                   |                                   |                        |                          |                        |
| 184                    | Jesús Ezquerra         | 71°                    |                                   |                                   |                                   |                        |                          |                        |
| 185                    | Eric Fagúndez          | 41°                    |                                   |                                   |                                   |                        |                          |                        |
| 186                    | Ángel Fuentes          | 77°                    |                                   |                                   |                                   |                        |                          |                        |
| 187                    | Felipe Orts            | R                      |                                   |                                   |                                   |                        |                          |                        |